# Austin Stoker

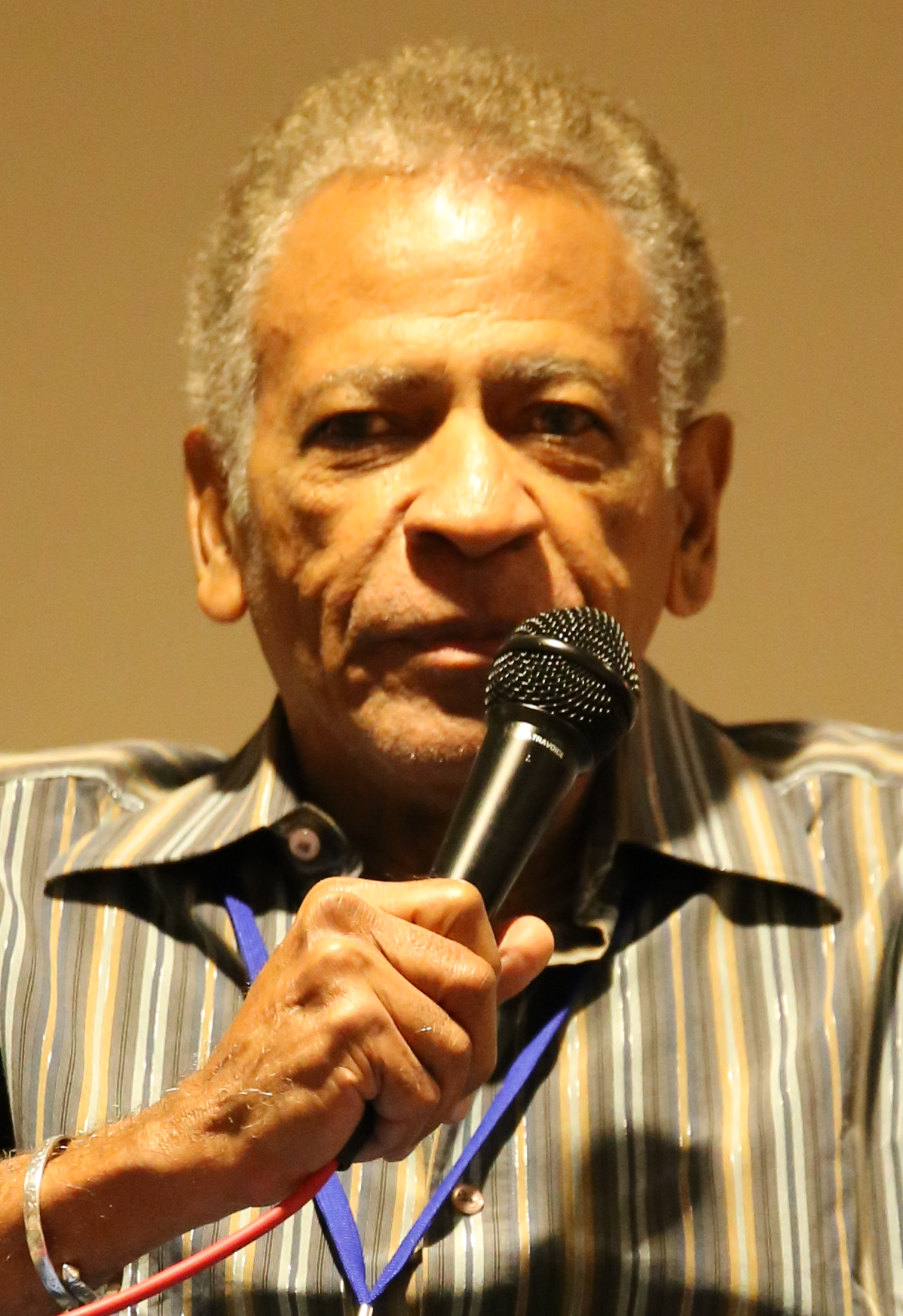
Austin Stoker

Austin Stoker (* 7. Oktober 1930 in Port of Spain, Trinidad und Tobago; † 7. Oktober 2022 in Los Angeles, Kalifornien (Anm.)) war ein US-amerikanischer Schauspieler.

## Leben
Stoker absolvierte Schauspielunterricht in New York City und nahm nach einigen Jahren Aufenthalt in den Vereinigten Staaten deren Staatsbürgerschaft an. Seine erste Rolle in einem Fernsehfilm erhielt er 1970 in Gefahr in der Tiefe an der Seite von Ricardo Montalbán, José Ferrer und Leslie Nielsen. Sein Spielfilmdebüt hatte er 1973 in einer größeren Nebenrolle als MacDonald in Die Schlacht um den Planet der Affen. Im Anschluss erhielt er Hauptrollen in einigen Blaxploitation-Filmen The Zebra Killer neben Juanita Moore und Sheba, Baby an der Seite von Pam Grier. Seine bekannteste Rolle spielte er 1976 in John Carpenters Action-Thriller Assault – Anschlag bei Nacht in der Hauptrolle des Lieutenant Ethan Bishop. Es folgten hierauf jedoch keine weiteren großen Spielfilmrollen, in späteren Jahren spielte er nur noch gelegentlich in kleineren Filmproduktionen. Nennenswert ist sein Auftritt im Science-Fiction-Film Time Walker, in dem auch sein Assault – Anschlag bei Nacht-Co-Star Darwin Joston mitwirkte. Häufiger zu sehen war er stattdessen als Gaststar in verschiedenen Fernsehserien, darunter erfolgreiche Formate wie Kojak – Einsatz in Manhattan, Airwolf, Cagney & Lacey und Falcon Crest, sowie in der Miniserie Roots. Insgesamt trat er in mehr als 50 Film- und Fernsehproduktionen auf.
Stoker war seit 43 Jahren verheiratet und Vater zweier Kinder.
Austin Stoker starb am 7. Oktober 2022, seinem 92. Geburtstag, an Nierenversagen.

## Filmografie (Auswahl)

### Fernsehen
- 1974: Kojak – Einsatz in Manhattan (Kojak)
- 1974: Ein Sheriff in New York (McCloud)
- 1975: Die knallharten Fünf (S.W.A.T.)
- 1977: Lou Grant
- 1977: Roots
- 1979: Der unglaubliche Hulk (The Incredible Hulk)
- 1985: Airwolf
- 1986: Cagney & Lacey
- 1986: Agentin mit Herz (Scarecrow and Mrs. King)
- 1989: Falcon Crest
- 2003: The District – Einsatz in Washington (The District)
- 2005: Sleeper Cell

### Film
- 1973: Die Schlacht um den Planet der Affen (Battle for the Planet of the Apes)
- 1974: Giganten am Himmel (Airport  1975)
- 1976: Assault – Anschlag bei Nacht (Assault on Precinct 13)